# Berberis centiflora
Berberis centiflora är en berberisväxtart som beskrevs av Friedrich Ludwig Diels. Berberis centiflora ingår i släktet berberisar, och familjen berberisväxter. Inga underarter finns listade i Catalogue of Life.